# Armin Baltzer
Armin Baltzer, född 16 januari 1842, död 5 november 1913, var en schweizisk geolog.
Balzer blev 1873 docent vid Polytechnicum i Zürich och 1884 professor i geologi och mineralogi vid universitetet i Bern. Baltzers arbeten omfattar olika kapitel av Alpernas och Schweiz' geologi, först petrografi och tektonik och senare även glacialgeologi.